# Ипсилон Большой Медведицы
Ипсилон Большой Медведицы (лат. υ Ursae Majoris), 29 Большой Медведицы (лат. 29 Ursae Majoris), HD 84999 — двойная звезда в созвездии Большой Медведицы на расстоянии приблизительно 112 световых лет (около 34 парсеков) от Солнца. Видимая звёздная величина звезды — от +3,86m до +3,68m. Возраст звезды оценивается как около 1,168 млрд лет.

## Характеристики
Первый компонент — жёлто-белый субгигант, пульсирующая переменная звезда типа Дельты Щита (DSCT) спектрального класса F2IV. Масса — около 1,57 солнечной, радиус — около 2,79 солнечных, светимость — около 29,5 солнечных. Эффективная температура — около 7211 К.
Второй компонент массой около 0,44 солнечной удалён на 11,78 угловых секунд (419,8 а.е.).